# Élections législatives de 2022 dans les Landes
Les élections législatives françaises de 2022 se déroulent les 12 et 19 juin 2022. Dans les Landes, trois députés sont à élire dans le cadre de trois circonscriptions.

## Résultats de l'élection présidentielle de 2022 par circonscription
| Circonscription | 1er tour | 1er tour | 1er tour  |         | 2d tour | 2d tour |
| Circonscription | Macron   | Le Pen   | Mélenchon | Macron  | Le Pen  |         |
| --------------- | -------- | -------- | --------- | ------- | ------- | ------- |
| Circonscription |          |          |           |         |         |         |
| 1re             | 36,38 %  | 24,33 %  | 17,39 %   | 54,84 % | 45,74 % |         |
| 2e              | 28,51 %  | 20,13 %  | 18,50 %   | 59,95 % | 40,05 % |         |
| 3e              | 25,55 %  | 24,18 %  | 15,64 %   | 54,26 % | 45,74 % |         |

## Système électoral
Les élections législatives ont lieu au scrutin uninominal majoritaire à deux tours dans des circonscriptions uninominales.
Est élu au premier tour le candidat qui réunit la majorité absolue des suffrages exprimés et un nombre de voix au moins égal au quart (25 %) des électeurs inscrits dans la circonscription. Si aucun des candidats ne satisfait ces conditions, un second tour est organisé entre les candidats ayant réuni un nombre de voix au moins égal à un huitième des inscrits (12,5 %) ; les deux candidats arrivés en tête du premier tour se maintiennent néanmoins par défaut si un seul ou aucun d'entre eux n'a atteint ce seuil. Au second tour, le candidat arrivé en tête est déclaré élu.
Le seuil de qualification basé sur un pourcentage du total des inscrits et non des suffrages exprimés rend plus difficile l'accès au second tour lorsque l'abstention est élevée. Le système permet en revanche l'accès au second tour de plus de deux candidats si plusieurs d'entre eux franchissent le seuil de 12,5 % des inscrits. Les candidats en lice au second tour peuvent ainsi être trois, un cas de figure appelé « triangulaire ». Les second tours où s'affrontent quatre candidats, appelés « quadrangulaire » sont également possibles, mais beaucoup plus rares.

### Partis et nuances
Les résultats des élections sont publiées en France par le ministère de l'Intérieur, qui classe les partis en leur attribuant des nuances politiques. Ces dernières sont décidées par les préfets, qui les attribuent indifféremment de l'étiquette politique déclarée par les candidats, qui peut être celle d'un parti ou une candidature sans étiquette.
En 2022, seuls les coalitions Ensemble (ENS) et Nouvelle Union populaire écologique et sociale (NUP), ainsi que le Parti radical de gauche (RDG), l'Union des démocrates et indépendants (UDI), Les Républicains (LR), le Rassemblement national (RN) et Reconquête (REC) se voient attribués en 2022 des nuances propres,,.
Tous les autres partis se voient attribués l'une ou l'autre des nuances suivantes : DXG (divers extrême gauche), DVG (divers gauche), ECO (écologiste), REG (régionaliste), DVC (divers centre), DVD (divers droite), DSV (droite souverainiste) et DXD (divers extrême droite). Des partis comme Debout la France ou Lutte ouvrière ne disposent ainsi pas de nuances propres, et leurs résultats nationaux ne sont pas publiés séparément par le ministère, car mélangés avec d'autres partis (respectivement dans les nuances DSV et DXG),.

## Résultats

### Élus
| Circonscription | Député sortant                                   | Parti | Parti      | Député élu ou réélu    | Parti | Parti      |
| --------------- | ------------------------------------------------ | ----- | ---------- | ---------------------- | ----- | ---------- |
| 1re             | Fabien Lainé suppléant de Geneviève Darrieussecq |       | MoDem      | Geneviève Darrieussecq |       | MoDem      |
| 2e              | Lionel Causse                                    |       | LREM - TdP | Lionel Causse          |       | LREM - TdP |
| 3e              | Boris Vallaud                                    |       | PS         | Boris Vallaud          |       | PS         |

### Résultats à l'échelle du département

#### Résultats par coalition
| Parti et coalition                                           | Parti et coalition                                           | Parti et coalition                            | Premier tour | Premier tour | Premier tour | Second tour   | Second tour   | Second tour | Total Sièges  | +/-           |  |
| Parti et coalition                                           | Parti et coalition                                           | Parti et coalition                            | Voix         | %            | Sièges       | Voix          | %             | Sièges      | Total Sièges  | +/-           |  |
| ------------------------------------------------------------ | ------------------------------------------------------------ | --------------------------------------------- | ------------ | ------------ | ------------ | ------------- | ------------- | ----------- | ------------- | ------------- |  |
|                                                              |                                                              | Parti socialiste (PS)                         | 22 057       | 12,71        | 0            | 28 998        | 18,67         | 1           | 1             | en stagnation |  |
|                                                              | Parti communiste français (PCF)                              | 19 015                                        | 10,96        | 0            | 28 043       | 18,05         | 0             | 0           | en stagnation |               |  |
|                                                              | La France insoumise (LFI)                                    | 12 805                                        | 7,38         | 0            | 21 472       | 13,82         | 0             | 0           | en stagnation |               |  |
| Total Nouvelle Union populaire écologique et sociale (NUPES) | Total Nouvelle Union populaire écologique et sociale (NUPES) | 53 877                                        | 31,05        | 0            | 78 513       | 50,55         | 1             | 1           | en stagnation |               |  |
|                                                              |                                                              | La République en marche (LREM)                | 34 831       | 20,08        | 0            | 49 694        | 31,99         | 1           | 1             | en stagnation |  |
|                                                              | Mouvement démocrate (MoDem)                                  | 18 633                                        | 10,74        | 0            | 27 123       | 17,46         | 1             | 1           | en stagnation |               |  |
| Total Ensemble (ENS)                                         | Total Ensemble (ENS)                                         | 53 464                                        | 30,81        | 0            | 76 817       | 49,45         | 2             | 2           | en stagnation |               |  |
|                                                              | Rassemblement national (RN)                                  | Rassemblement national (RN)                   | 31 674       | 18,26        | 0            |               |               |             | 0             | en stagnation |  |
|                                                              |                                                              | Les Républicains (LR)                         | 9 373        | 5,40         | 0            | 0             | en stagnation |             |               |               |  |
| Total Union de la droite et du centre (UDC)                  | Total Union de la droite et du centre (UDC)                  | 9 373                                         | 5,40         | 0            | 0            | en stagnation |               |             |               |               |  |
|                                                              | Résistons (RES)                                              | Résistons (RES)                               | 8 473        | 4,88         | 0            | 0             | en stagnation |             |               |               |  |
|                                                              |                                                              | Reconquête (REC)                              | 4 780        | 2,76         | 0            | 0             | Nv            |             |               |               |  |
|                                                              | Mouvement conservateur (MC)                                  | 1 780                                         | 1,03         | 0            | 0            | Nv            |               |             |               |               |  |
| Total Reconquête et alliés (REC)                             | Total Reconquête et alliés (REC)                             | 6 560                                         | 3,78         | 0            | 0            | Nv            |               |             |               |               |  |
|                                                              |                                                              | Gauche républicaine et socialiste (GRS)       | 2 281        | 1,31         | 0            | 0             | Nv            |             |               |               |  |
| Total Fédération de la gauche républicaine (FGR)             | Total Fédération de la gauche républicaine (FGR)             | 2 281                                         | 1,31         | 0            | 0            | Nv            |               |             |               |               |  |
|                                                              |                                                              | Partit occitan (POC)                          | 1 692        | 0,98         | 0            | 0             | Nv            |             |               |               |  |
| Total Régions et peuples solidaires (R&PS)                   | Total Régions et peuples solidaires (R&PS)                   | 1 692                                         | 0,98         | 0            | 0            | Nv            |               |             |               |               |  |
|                                                              | Parti animaliste (PA)                                        | Parti animaliste (PA)                         | 1 567        | 0,90         | 0            | 0             | Nv            |             |               |               |  |
|                                                              | Lutte ouvrière (LO)                                          | Lutte ouvrière (LO)                           | 1 474        | 0,85         | 0            | 0             | en stagnation |             |               |               |  |
|                                                              |                                                              | Génération Frexit (GF)                        | 903          | 0,52         | 0            | 0             | Nv            |             |               |               |  |
|                                                              | Debout la France (DLF)                                       | 489                                           | 0,28         | 0            | 0            | en stagnation |               |             |               |               |  |
| Total Union pour la France (UPF)                             | Total Union pour la France (UPF)                             | 1 392                                         | 0,80         | 0            | 0            | en stagnation |               |             |               |               |  |
|                                                              | Parti ouvrier indépendant démocratique (POID)                | Parti ouvrier indépendant démocratique (POID) | 438          | 0,25         | 0            | 0             | en stagnation |             |               |               |  |
|                                                              | Sans étiquette (SE)                                          | Sans étiquette (SE)                           | 1 237        | 0,71         | 0            | 0             | en stagnation |             |               |               |  |
|                                                              |                                                              |                                               |              |              |              |               |               |             |               |               |  |
| Suffrages exprimés                                           | Suffrages exprimés                                           | Suffrages exprimés                            | 173 502      | 97,18        |              | 155 330       | 91,02         |             |               |               |  |
| Votes blancs                                                 | Votes blancs                                                 | Votes blancs                                  | 3 721        | 2,08         | 10 520       | 6,16          |               |             |               |               |  |
| Votes nuls                                                   | Votes nuls                                                   | Votes nuls                                    | 1 316        | 0,74         | 4 802        | 2,81          |               |             |               |               |  |
| Total                                                        | Total                                                        | Total                                         | 178 539      | 100          | 0            | 170 652       | 100           | 3           | 3             | en stagnation |  |
| Abstentions                                                  | Abstentions                                                  | Abstentions                                   | 152 480      | 46,06        |              | 160 403       | 48,45         |             |               |               |  |
| Inscrits/Participation                                       | Inscrits/Participation                                       | Inscrits/Participation                        | 331 019      | 53,94        | 331 055      | 51,55         |               |             |               |               |  |

#### Résultats par nuance
| Nuance                 | Nuance                                         | Nuance                 | Premier tour | Premier tour | Premier tour | Second tour | Second tour   | Second tour | Total Sièges | +/-           |  |
| Nuance                 | Nuance                                         | Nuance                 | Voix         | %            | Sièges       | Voix        | %             | Sièges      | Total Sièges | +/-           |  |
| ---------------------- | ---------------------------------------------- | ---------------------- | ------------ | ------------ | ------------ | ----------- | ------------- | ----------- | ------------ | ------------- |  |
|                        | Nouvelle Union populaire écologique et sociale | NUP                    | 53 877       | 31,05        | 0            | 78 513      | 50,55         | 1           | 1            | en stagnation |  |
|                        | Ensemble !                                     | ENS                    | 53 464       | 30,81        | 0            | 76 817      | 49,45         | 2           | 2            | en stagnation |  |
|                        | Rassemblement national                         | RN                     | 31 674       | 18,26        | 0            |             |               |             | 0            | en stagnation |  |
|                        | Les Républicains                               | LR                     | 9 373        | 5,40         | 0            | 0           | en stagnation |             |              |               |  |
|                        | Divers centre                                  | DVC                    | 8 473        | 4,88         | 0            | 0           | Nv            |             |              |               |  |
|                        | Reconquête                                     | REC                    | 6 560        | 3,78         | 0            | 0           | Nv            |             |              |               |  |
|                        | Divers gauche                                  | DVG                    | 2 281        | 1,31         | 0            | 0           | en stagnation |             |              |               |  |
|                        | Divers extrême gauche                          | DXG                    | 1 912        | 1,10         | 0            | 0           | en stagnation |             |              |               |  |
|                        | Régionaliste                                   | REG                    | 1 692        | 0,98         | 0            | 0           | Nv            |             |              |               |  |
|                        | Ecologistes                                    | ECO                    | 1 567        | 0,90         | 0            | 0           | en stagnation |             |              |               |  |
|                        | Droite souverainiste                           | DSV                    | 1 392        | 0,80         | 0            | 0           | en stagnation |             |              |               |  |
|                        | Divers droite                                  | DVD                    | 1 237        | 0,71         | 0            | 0           | en stagnation |             |              |               |  |
|                        |                                                |                        |              |              |              |             |               |             |              |               |  |
| Suffrages exprimés     | Suffrages exprimés                             | Suffrages exprimés     | 173 502      | 97,18        |              | 155 330     | 91,02         |             |              |               |  |
| Votes blancs           | Votes blancs                                   | Votes blancs           | 3 721        | 2,08         | 10 520       | 6,16        |               |             |              |               |  |
| Votes nuls             | Votes nuls                                     | Votes nuls             | 1 316        | 0,74         | 4 802        | 2,81        |               |             |              |               |  |
| Total                  | Total                                          | Total                  | 178 539      | 100          | 0            | 170 652     | 100           | 3           | 3            | en stagnation |  |
| Abstentions            | Abstentions                                    | Abstentions            | 152 480      | 46,06        |              | 160 403     | 48,45         |             |              |               |  |
| Inscrits/Participation | Inscrits/Participation                         | Inscrits/Participation | 331 019      | 53,94        | 331 055      | 51,55       |               |             |              |               |  |

### Cartes

Nuance politique des candidats arrivés en tête dans chaque commune au 1er tour.
Nuance politique des candidats arrivés en tête dans chaque commune au 2e tour.

### Résultats par circonscription

#### Première circonscription
Député sortant : Fabien Lainé (Mouvement démocrate), élu en 2017 comme suppléant de Geneviève Darrieussecq (Mouvement démocrate).
| Candidat                 | Candidat                 | Parti et coalition       | Nuance                   | Premier tour | Premier tour | Second tour | Second tour |
| Candidat                 | Candidat                 | Parti et coalition       | Nuance                   | Voix         | %            | Voix        | %           |
| ------------------------ | ------------------------ | ------------------------ | ------------------------ | ------------ | ------------ | ----------- | ----------- |
|                          | Geneviève Darrieussecq   | MoDem (ENS)              | ENS                      | 18 633       | 33,39        | 27 123      | 55,81       |
|                          | Guy de Barbeyrac         | LFI (NUPES)              | NUP                      | 12 805       | 22,95        | 21 472      | 44,19       |
|                          | Michel Dufay             | RN                       | RN                       | 11 241       | 20,15        |             |             |
|                          | Marie-Christine Harambat | LR (UDC)                 | LR                       | 3 516        | 6,30         |             |             |
|                          | Sébastien Cazaubon       | RES                      | DVC                      | 3 062        | 5,49         |             |             |
|                          | Daniel Large             | GRS (FGR)                | DVG                      | 2 281        | 4,09         |             |             |
|                          | Stéphane David           | REC                      | REC                      | 2 196        | 3,94         |             |             |
|                          | Jwanakan Dobat           | PA                       | ECO                      | 623          | 1,12         |             |             |
|                          | Laurent Martin           | DLF (UPF)                | DSV                      | 489          | 0,88         |             |             |
|                          | Jean-Claude Bon          | LO                       | DXG                      | 481          | 0,86         |             |             |
|                          | Jean-Jacques Dubreuil    | POC (R&PS)               | REG                      | 469          | 0,84         |             |             |
|                          |                          |                          |                          |              |              |             |             |
| Votes valides            | Votes valides            | Votes valides            | Votes valides            | 55 796       | 97,03        | 48 595      | 89,48       |
| Votes blancs             | Votes blancs             | Votes blancs             | Votes blancs             | 1 298        | 2,26         | 4 150       | 7,64        |
| Votes nuls               | Votes nuls               | Votes nuls               | Votes nuls               | 407          | 0,71         | 1 566       | 2,88        |
| Total                    | Total                    | Total                    | Total                    | 57 501       | 100          | 54 311      | 100         |
| Abstention               | Abstention               | Abstention               | Abstention               | 51 017       | 47,01        | 54 215      | 49,96       |
| Inscrits / participation | Inscrits / participation | Inscrits / participation | Inscrits / participation | 108 518      | 52,99        | 108 526     | 50,04       |

#### Deuxième circonscription
Député sortant : Lionel Causse (La République en marche - Territoires de progrès).
| Candidat                 | Candidat                 | Parti et coalition       | Nuance                   | Premier tour | Premier tour | Second tour | Second tour |
| Candidat                 | Candidat                 | Parti et coalition       | Nuance                   | Voix         | %            | Voix        | %           |
| ------------------------ | ------------------------ | ------------------------ | ------------------------ | ------------ | ------------ | ----------- | ----------- |
|                          | Lionel Causse            | LREM - TdP (ENS)         | ENS                      | 21 175       | 33,73        | 30 305      | 51,94       |
|                          | Jean-Marc Lespade        | PCF (NUPES)              | NUP                      | 19 015       | 30,29        | 28 043      | 48,06       |
|                          | Véronique Rivoire        | RN                       | RN                       | 10 116       | 16,11        |             |             |
|                          | Marc Vernier             | LR (UDC)                 | LR                       | 3 008        | 4,79         |             |             |
|                          | Sophie de Brosses        | RES                      | DVC                      | 2 736        | 4,36         |             |             |
|                          | Muriel Loubet            | REC                      | REC                      | 2 584        | 4,12         |             |             |
|                          | Christian Laffont        | SE                       | DVD                      | 1 237        | 1,97         |             |             |
|                          | Jonathan Hareng          | PA                       | ECO                      | 944          | 1,50         |             |             |
|                          | Jean-Pierre Etchoimborde | GF (UPF)                 | DSV                      | 903          | 1,44         |             |             |
|                          | Dominique Lecuona        | POC (R&PS)               | REG                      | 574          | 0,91         |             |             |
|                          | Pascal Demangeot         | LO                       | DXG                      | 489          | 0,79         |             |             |
|                          |                          |                          |                          |              |              |             |             |
| Votes valides            | Votes valides            | Votes valides            | Votes valides            | 62 781       | 97,33        | 58 348      | 92,07       |
| Votes blancs             | Votes blancs             | Votes blancs             | Votes blancs             | 1 301        | 2,02         | 3 409       | 5,38        |
| Votes nuls               | Votes nuls               | Votes nuls               | Votes nuls               | 424          | 0,66         | 1 616       | 2,55        |
| Total                    | Total                    | Total                    | Total                    | 64 506       | 100          | 63 373      | 100         |
| Abstention               | Abstention               | Abstention               | Abstention               | 58 533       | 47,57        | 59 675      | 48,50       |
| Inscrits / participation | Inscrits / participation | Inscrits / participation | Inscrits / participation | 123 039      | 52,43        | 123 048     | 51,50       |

#### Troisième circonscription
Député sortant : Boris Vallaud (Parti socialiste).
| Candidat                 | Candidat                                    | Parti et coalition       | Nuance                   | Premier tour | Premier tour | Second tour | Second tour |
| Candidat                 | Candidat                                    | Parti et coalition       | Nuance                   | Voix         | %            | Voix        | %           |
| ------------------------ | ------------------------------------------- | ------------------------ | ------------------------ | ------------ | ------------ | ----------- | ----------- |
|                          | Boris Vallaud                               | PS (NUPES)               | NUP                      | 22 057       | 40,16        | 28 998      | 59,93       |
|                          | Jean-François Broquères                     | LREM (ENS)               | ENS                      | 13 656       | 24,86        | 19 389      | 40,07       |
|                          | Sylvie Franceschini                         | RN                       | RN                       | 10 317       | 18,78        |             |             |
|                          | Marion Berginiat                            | LR (UDC)                 | LR                       | 2 849        | 5,19         |             |             |
|                          | Christelle Lassort                          | RES                      | DVC                      | 2 675        | 4,87         |             |             |
|                          | Isabelle du Breuil-Hélion de La Guéronnière | MC                       | REC                      | 1 780        | 3,24         |             |             |
|                          | Matèu Richard                               | POC (R&PS)               | REG                      | 649          | 1,18         |             |             |
|                          | Carole Voutaz                               | LO                       | DXG                      | 504          | 0,92         |             |             |
|                          | Daniel Huriez                               | POID                     | DXG                      | 438          | 0,80         |             |             |
|                          |                                             |                          |                          |              |              |             |             |
| Votes valides            | Votes valides                               | Votes valides            | Votes valides            | 54 925       | 97,16        | 48 387      | 91,35       |
| Votes blancs             | Votes blancs                                | Votes blancs             | Votes blancs             | 1 122        | 1,98         | 2 961       | 5,59        |
| Votes nuls               | Votes nuls                                  | Votes nuls               | Votes nuls               | 485          | 0,86         | 1 620       | 3,06        |
| Total                    | Total                                       | Total                    | Total                    | 56 532       | 100          | 52 968      | 100         |
| Abstention               | Abstention                                  | Abstention               | Abstention               | 42 930       | 43,16        | 46 513      | 46,76       |
| Inscrits / participation | Inscrits / participation                    | Inscrits / participation | Inscrits / participation | 99 462       | 56,84        | 99 481      | 53,24       |